# Sematophyllum implanum
Sematophyllum implanum är en bladmossart som beskrevs av Mitten 1869. Sematophyllum implanum ingår i släktet Sematophyllum och familjen Sematophyllaceae. Inga underarter finns listade i Catalogue of Life.